# 田中組
株式会社田中組（たなかぐみ）は北海道のゼネコン（総合建設業）である。

## 概要
創業1902年の北海道札幌市に本社を置く総合建設業である。
創業者は田中銀次郎。

## 沿革
明治
- 明治35年（1902年）伊藤組（現 伊藤組土建[1][2]）支配人、田中銀次郎が、上川郡鷹栖村で「田中組」を創立[3][4][5]
- 明治42年（1909年）銀次郎、朝鮮半島、中国東北地方へ2ヶ月ほど視察旅行する。[4]

大正
- 大正 4年（1915年）「旭川請負人組合」発足し、田中銀次郎相談役就任[7]。
- 大正 5年（1916年）旭川区宮下通に木材販売部、旭川区近分台の第七師団軍用地を借用し煉瓦工場を開設する。
- 大正 6年（1917年）第七師団工兵第七隊より兵舎火災復旧工事を元請として初受注する。
- 大正12年（1923年）田中銀次郎、伊藤組を退店独立[3][8][9][10]。「札幌土木建築請負業組合」北海道庁より認可され正式発足、田中銀次郎、評議員となる[11][12]。経営にあたり見識を広めるため、欧州視察旅行に出発[13][8]。
- 大正13年（1924年）欧州視察旅行より帰国。[13]「旭川請負人組合」改め「旭川土木建築請負業組合」が認可され[7]田中銀次郎相談役となる[14]。
- 大正14年（1925年）樺太出張所を樺太豊原町西2条南10丁目に開設する[15]。

昭和
- 昭和 9年（1934年）満州国間島省図們に木材販売の出張所を開設する。[18]
- 昭和10年（1935年）個人経営の田中組から「合資会社田中組」を設立、田中銀次郎代表社員に就任する。
- 昭和12年（1937年）田中銀次郎、満州国間島省図們の田中組出張所で、事業拡張予定地の満州里市へ視察準備中に脳溢血で倒れ逝去。享年69歳[19][20][21][22]
- 昭和13年（1938年）釧路出張所を開設する。
- 昭和16年（1941年）樺太出張所を樺太敷香郡敷香町字上敷香に開設する。
- 昭和19年（1944年）札幌出張所を開設する。
- 昭和23年（1948年）「合資会社田中組」を「株式会社田中組」に改組し、本店を札幌市北3条西13丁目に開設する。「合資会社田中組」旭川本店を、「株式会社田中組」旭川支店とし同じく釧路支店を出張所とする。
- 昭和26年（1951年）田中組社章制定。社長太田正之、札幌土建協会副会長に就任[23]。
- 昭和27年（1952年）余市出張所を、開設する。
- 昭和31年（1956年）東京出張所を開設する。
- 昭和32年（1957年）函館出張所を開設する。
- 昭和39年（1964年）帯広出張所を、開設する。
- 昭和41年（1966年）盛岡出張所を、開設する。
- 昭和42年（1967年）資本金を1億2千万とする。
- 昭和45年（1970年）本店を、札幌市中央区北6条西17丁目に新築移転する。資本金を1億3千万とする。
- 昭和47年（1972年）資本金を1億7千万とする。苫小牧出張所を開設する。
- 昭和48年（1973年）資本金を2億2千万とする。
- 昭和50年（1975年）社長人見冨士夫、札幌建設業協会理事に就任[24]。
- 昭和51年（1976年）資本金を3億とする。
- 東京出張所を支店に昇格する。函館・釧路・帯広・苫小牧出張所を営業所とする。
- 昭和53年（1978年）函館・釧路営業所を支店に昇格する。資本金を3億8千万円とする
- 昭和55年（1980年）資本金を4億5千万円とする。
- 昭和58年（1983年）網走出張所を、開設する。
- 昭和61年（1986年）帯広・苫小牧営業所を支店に昇格する。
- 昭和63年（1988年）社長倉橋力雄、札幌建設業協会理事に就任[24]。

平成
- 平成 8年（1996年）「医療法人孝仁会星が浦病院」を、病院施設としては日本初の免震工法で新築施工。
- 平成10年（1998年） ISO9001、土木・建築部門で全社一括による認証を取得する。北海道開発局の「優良工事施工業者表彰」（豊平川光ケーブル基礎工事）を初受賞する。以降各発注者より受賞歴を重ねる。
- 平成12年（2000年） ISO14001の認証を取得する（10月20日）。社長竹中勝好、札幌建設業協会理事に就任[24]。
- 平成14年（2002年）田中組ホームページを開設
- 平成16年（2004年）労働安全衛生マネジメントシステム：COHMOSの導入。
- 平成19年（2007年）全国建設業協会より「社会貢献活動賞」を受賞（交通遺児義援金活動）。北海道知事より「北海道赤レンガ建築賞」を受賞（黒松内中学校エコ改修工事）
- 平成22年（2010年）社長阿部芳昭、札幌建設業協会理事に就任[24]。
- 平成23年（2011年）資本金を、3億5千万円とする。
- 平成26年（2014年）貸会議室事業として、札幌駅前ビジネススペースをオープン。
- 平成29年（2017年）阿部芳昭代表取締役会長に、松村敏文代表取締役社長に就任する。
- 平成29年（2017年）全日本建設技術協会より辺別川千代ヶ岡橋河川保護工事が全建賞を受賞する。
- 平成31年/令和元年（2019年）健康経営優良法人2019（中小企業法人部門）に認定される。

令和
- 令和2年（2020年）健康経営優良法人2020（中小企業法人部門）に認定される。竹澤謙一代表取締役会長になる。
- 令和6年（2024年）健康経営優良法人2024（中小企業部門）ブライト500に認定される。川島 敦代表取締役社長に就任する。

## 社是
「優れた技術・誠意で築く」

## 施工実績（抜粋）
大正～昭和初期、北海道開拓期の施工実績抜粋（鉄道関係）
- 鉄道省（鉄道院）北海道建設事務所 「～鉄道駅、官舎、機関車庫新築工事」(大正8年（1919年）～昭和12年（1937年))（順不同、駅名後は施工年度 T:大正 S:昭和）
  - 渚滑線（上渚滑駅T11、中渚滑駅T11、下渚滑駅T11、渚滑駅(機関庫のみ)T11、4駅うち機関庫のみ1）
  - 湧網線（芭露駅S8、中湧別駅(官舎のみ)S8、2駅うち官舎のみ1）
  - 名寄本線（名寄駅T8、上名寄駅T8、下川駅T8、一の橋駅T9、上興部駅T9、西興部駅T10、中興部駅T10、宇津駅T10、興部駅T10　9駅）
  - 標津線（奥行臼駅S8、西別駅(別海)S8、春別駅S9、中標津駅S9　4駅）
  - 胆振線（京極駅T9、寒別駅T9、六郷駅T9　3駅）
  - 石北線（愛別駅T10、中愛別駅T10、安足間駅T10、上川駅T10、天幕駅(廃止)S4、中越駅(中越信号場)S4、上越駅(上越信号場)S7、奥白滝駅(奥白滝信号場)S7、上白滝駅(廃止)S7、遠軽駅(官舎のみ)S7　10駅1うち官舎のみ1）
  - 釧網線（釧路駅S2、天寧駅(廃止)S2、遠矢駅S2、塘路駅S2、茅沼駅S2、五十石駅(廃止)S2、標茶駅S2、磯分内駅S3、南弟子屈駅(廃止)S3、弟子屈駅(摩周)S5、美留和駅S5、川湯駅(川湯温泉)S5、斜里駅(知床斜里)T14、止別駅T14、浜小清水駅T14　15駅）
  - 士幌線（萩ケ岡駅S10、清水谷駅S10　2駅）
  - 宗谷本線（幌延駅T15、下沼駅T15、豊富駅T15、徳満駅T15、芦川駅T15、兜沼駅T15、南稚内駅(機関庫のみ)T15、稚内駅(官舎のみ)T15、桟橋駅S3　9駅うち機関庫のみ1官舎のみ1）
  - 興浜北線（北見枝幸駅S11、問牧駅S11　2駅）
  - 興浜南線（興部駅S10、沢木駅S1O、雄武駅S10　3駅）
  - 相生線（北見相生駅T14、本岐駅T14　2駅）
  - 羽幌線（東留萠信号場駅S2、三泊駅S2、小平駅S2、大椴駅S2、鬼鹿駅S3、力昼駅S6、古丹別駅S6、上平駅S7、苫前駅S7、羽幌駅S7　10駅）
  - 深名線（多度志駅T13、幌成駅T15、鷹泊駅S4、沼牛駅S4、幌加内駅S4、雨煙別駅S6、政和駅S6、添牛内駅S6、朱鞠内駅S7　9駅）
  - 広尾線（帯広駅S4、愛国駅S4、幸震駅(大正)S4、中札内駅S4、更別駅S5、上更別駅S5、虫類駅S5、大樹駅S5、石坂駅S7、豊似駅S7、野塚駅S7、広尾駅S7　12駅）
  - 長輪線（長万部駅S3 機関車庫及び官舎のみ）

- 樺太庁鉄道課 樺太鉄道「豊真線」関連工事(昭和2年（1927年）～昭和9年（1934年))
  - 昭和 2年（1927年）滝の沢駅[28][出典無効]施設及び官舎新築工事、中野貨客扱所及び官舎新築工事、豊原工場新築工事
  - 昭和 3年（1928年）真岡―荒貝駅石炭台新築工事、豊原駅官舎新築その他工事、大泊桟橋駅新築工事、豊原工場改築その他工事、荒貝駅跨線橋新築工事
  - 昭和 4年（1929年）大泊駅新築工事、大泊桟橋駅新築工事
  - 昭和 5年（1930年）豊原工機部増築工事、豊原工機部機関室及び煙筒新設工事、大泊官舎新築工事
  - 昭和 6年（1931年）大泊駅貨物上屋新築工事
  - 昭和 7年（1932年）豊原駅荷客扱所上屋改築工事
  - 昭和 8年（1933年）豊原機関車庫増築工事
  - 昭和 9年（1934年）豊原駅―北豊原間橋脚改造災害復旧工事

- その他（軍事、炭鉱関係）
  - 大正15年（1926年）稚内鉄道扇形機関車庫増築工事
  - 昭和 4年（1929年）横須賀海軍建築部宗谷海軍無線受信所及び送信所[29][出典無効]新築工事　旭川電気軌道機関車庫増築工事
  - 昭和 5年（1930年）北海道大学理学部厚岸臨海実験所新築工事
  - 昭和13年（1938年）太平洋炭礦知人高架橋及び地下道築造工事
  - 昭和21年（1946年）進駐軍真駒内兵舎その他新築工事 千歳基地設営その他工事、羽幌炭鉱築別炭鉱住宅その他新築工事
  - 昭和22年（1947年）高根炭鉱住宅その他新設工事、和寒村特殊原野開拓工事
  - 昭和23年（1948年）北炭美流渡炭鉱住宅その他新築工事
- 「昭和後期～令和2年現在、田中組は　単独工事及び共同企業体主体工事において、これら鉄道・軍事・炭鉱関係工事は受注していない」

昭和～平成～令和時代の施工実績抜粋
- 株式会社田中組 建築実績[30]
- 株式会社田中組 土木実績[31]

## 北海道木造駅舎保存プロジェクト

深名線 沼牛駅 2020/6 撮影

平成28年（2016年）、旧深名線「沼牛駅」駅舎を修繕保存するプロジェクトがクラウドファンディングにより地元を中心に始まる。  
駅舎は昭和4年（1929年）「沼牛、中幌加内駅本屋及び官舎その他新築工事」にて田中組がその建築を担当した。
田中組は義援金を社長が直接贈呈し、支援を行った。